# Holna kislina
Hólna kislína, imenovana tudi 3α,7α,12α-trihidroksi-5β-holan-24-ojska kislina je primarna žolčna kislina, ki nastaja v jetrih kot produkt razgradnje holesterola. Je netopna v vodi, se pa topi v etanolu in ocetni kislini. V čisti obliki se nahaja v obliki belih kristalov. Soli holne kisline se imenujejo holati. Pri človeku je holna kislina ena od dveh poglavitnih primarnih žolčnih kislin, poleg henodeoksiholne kisline. Obe sta prisotni v človeškem telesu v primerljivih koncentracijah.
Holna kislina se v jetrih konjugira z glicinom ali tavrinom in se v obliki žolčne soli (glikoholne oziroma tavroholne kisline) izloča z žolčem prebavila.
Holna kislina znižuje izražanje encima holesterol-7-α-hidroksilaze. Pretvorba holesterola s tem encimom je hitrost omejujoči korak sinteze žolčnih kislin. Holesterol ima nasprotujoč učinek, in sicer zvišuje izražanje holesterol-7-α-hidroksilaze. Zato se pri zdravljenju žolčnih kamnov lahko uporablja henodeoksiholna kislina, ne pa trudi holna kislina, ki bi zaradi zaviranja sinteze žolčnih kislin stanje celo poslabšala.
Holna kislina in deoksiholna kislina sta najpomembnejši primarni žolčni kislini pri človeku, pri drugih vrstah pa lahko nastajajo tudi druge poglavitne primarne žolčne kisline.

## Klinična uporaba
Holna kislina (pod zaščitenim imenom Cholbam) je v Združenih državah Amerike odobrena kot zdravilo za zdravljenje otrok in odraslih z motnjami sinteze žolčnih kislin zaradi encimske okvare ter peroksisomske bolezni, kot je zellwegerjev sindrom.
V Evropski uniji so holno kislino (pod zaščitenim imenom Orphacol) odobrili leta 2013 za zdravljenje prirojenih napak sinteze primarnih žolčnih kislin pri otrocih in odraslih. V Evropski uniji je bilo tudi odobrneo zdravilo s holno kilsino pod zaščitenim imenom Kolbam, in sicer za zdravljenje prirojenih napak v sintezi primarnih žolčnih kislin, do katerih pride zaradi pomanjkanja sterol 27-hidroksilaze  2- (ali α-) metilacil-CoA racemaze (AMACR) ali holesterol 7α-hidroksilaze (CYP7A1), vendar zdravilo nima več dovoljenja za promet.
Med najpogostejše neželene učinke zdravila, ki so jih opažali pri uporabi zdravila Kolbam, ki pa v Evropski uniji ni več odobreno, spadajo periferna nevropatija (poškodba obkrajnih živcev v okončinah), driska, slabost, kislinski refluks (stekanje želodčne kisline po požiralniku), ezofagitis (vnetje požiralnika), zlatenica, težave s kožo in utrujenost. Zaradi redkosti bolezni so podatki o najresnejših in/ali najpogostejših neželenih učinkih sicer omejeni.